# Sharlto Copley
Sharlto Copley född 27 november 1973, är en sydafrikansk skådespelare. Han har blivit känd genom sin roll som Wikus van der Merwe i filmen District 9. Copley har ingen skådespelarutbildning och rollen som Wikus är hans professionella debut.
Han är även känd från filmen A-Team där han spelade Murdock.

## Filmografi (urval)
- 2006 – Alive in Joburg
- 2009 – District 9
- 2010 – The A-Team
- 2013 – Europa Report
- 2013 – Open Grave
- 2013 – Elysium
- 2013 – Oldboy
- 2014 – Maleficent
- 2015 – Chappie
- 2015 – The Hollars
- 2015 – Hardcore

## Fotnoter
1. ↑  Gemeinsame Normdatei, Deutsche Nationalbibliotheks katalog-id-nummer: 10470221097749153-1, läst: 16 oktober 2015.[källa från Wikidata]
2. ↑  Gemeinsame Normdatei, läst: 15 december 2014.[källa från Wikidata]